# William Phillips (Wasserballspieler)
William John Berge Phillips (* 4. September 1943 in Sydney; † 26. Juli 2022 ebenda) war ein australischer Wasserballspieler.

## Leben
William Phillips wuchs als Sohn des Schwimmfunktionärs William Berge Phillips OBE (1913–2003) in Sydney im Verwaltungsbezirk Mosman auf. Dort besuchte er die Mosman Primary School. Im Alter von sieben Jahren trat er dem Balmoral Swimming Club bei.
1962 wurde Phillips in das Wasserballteam von New South Wales berufen. Er kam in den Jahren 1962, 1964, 1965, 1966, 1967, 1968 und 1971 für das Team zum Einsatz.
Bei den Olympischen Spielen 1964 in Tokio belegte Phillips mit der australischen Nationalmannschaft den 9. Platz. Es war die sie erste Olympiateilnahme einer australischen Wasserballmannschaft. Auch bei den Olympischen Spielen 1968 in Mexiko-Stadt sollte Phillips erneut teilnehmen. Jedoch wollte das Australian Olympic Committee die Reisekosten der Wasserballmannschaft nicht bezahlen. Trotzdem waren die Spieler bereit, ihre Reisekosten selbst zu tragen, wurden aber letztendlich von der Teilnahme ausgeschlossen.
Phillips schloss an der Universität Sydney ein Jurastudium ab und wurde später Rechtsanwalt. 1970 heiratete er Carolyn Ruth Brinsmead. 